# Красная Нива (Руднянский сельсовет)
Красная Нива (бел. Красная (Чырвоная) Ніва) — деревня в Червенском районе Минской области Беларуси. Входит в состав Руднянского сельсовета.

## Географическое положение
Расположена в 32 километрах к северу от Червеня, в 65 км от Минска, в 29 км от железнодорожной станции Смолевичи линии Минск—Орша.

## История
По-видимому, основана в 1923 году как посёлок Красная Нива, хотя есть сведения, что населённый пункт существовал и ранее как деревня Чёрная Рудня. 20 августа 1924 года деревня вошла в состав вновь образованного Руднянского сельсовета Червенского района Минского округа (с 20 февраля 1938 — Минской области). Согласно переписи населения СССР 1926 года здесь было 19 дворов, где проживали 98 человек. Во время Великой Отечественной войны деревня была оккупирована немецко-фашистскими захватчиками в конце июня 1941 года. 24 её жителя погибли на фронтах. Освобождена в начале июля 1944 года. На 1960 год посёлок, где проживали 105 человек. В 1980-е годы деревня, относилась к совхозу имени Щорса. На 1997 год в деревне было 19 домов и 45 жителей. На 2013 год 10 круглогодично жилых домов, 24 постоянных жителя.

## Население
- 1926 — 19 дворов, 98 жителей
- 1960 — 105 жителей
- 1997 — 19 дворов, 45 жителей
- 2013 — 10 дворов, 24 жителя